# Материнское
Матери́нское (бел. Мацяры́нскае) — озеро в Пуховичском районе Минской области Беларуси.
Находится в бассейне реки Свислочь, в 18 км к северо-западу от города Марьина Горка, 2 км к югу от городского посёлка Свислочь и 2,5 км к юго-востоку от посёлка Дружный.

## Общие сведения
Площадь зеркала — 0,58 км², длина — 1,11 км, наибольшая ширина — 0,9 км, максимальная глубина — 1,7 м, средняя — 1,3 м. Длина береговой линии — 3,09 км. Объём воды — 0,75 млн м³.

## Описание
Озеро расположено на низменной равнине, местами поросшей кустарником и редколесьем, а к северо-западу и северу от озера — лесом. Рядом с озером присутствует осушённое болото, покрытое сетью мелиоративных каналов. Водосбор болотистый.
Котловина округлой формы. Берега низкие, песчаные и торфянистые, заболоченные, поросшие кустарником. Северный берег местами покрыт лесом.
К северной части озера подходит короткая протока, соединённая с обширной системой мелиоративных каналов. Из юго-восточной части вытекает ручей, соединяющийся с другой системой мелиоративных каналов и через неё с озером Белицким. В половодье вода из озера стекает в Свислочь.
Водоём зарастает умеренно.

## Фауна
В озере обитают окунь, плотва, карась, лещ, щука, линь и другая рыба. Организовано платное любительское рыболовство.

## Месторождение сапропеля
На дне озера имеется слой сапропеля, запасы которого составляют 361 тыс. м³. Средняя мощность отложений составляет 0,7 м, наибольшая — 1,5 м. Натуральная влажность — 91 %, зольность — 14 %, водородный показатель — 5,9. Содержание в сухом остатке (в %): азот — 2,5, оксиды железа — 0,6, алюминий — 3,1, магний — 0,3, кальций — 0,4, калий — 0,4, фосфор — 0,2. Сапропель Материнского месторождения может использоваться как лечебная грязь, в качестве минерального удобрения, для приготовления буровых растворов или для производства строительных материалов.